# Chrysobothris erythrogona
Chrysobothris erythrogona es una especie de escarabajo del género Chrysobothris, familia Buprestidae. Fue descrita científicamente por Kirsch en 1866.